# 梅尔特吕
梅尔特吕（法語：Mertrud，法語發音：[mɛʁtʁy]）是法国上马恩省的一个市镇，属于圣迪济耶区。

## 地理
梅尔特吕（48°25'16"N, 4°53'22"E）面积12.06 平方千米，位于法国大東部大區上马恩省，该省份为法国东北部内陆省份，北起马恩省和默兹省，西接奥布省，西南接科多尔省，东南接上索恩省，东临孚日省。
与梅尔特吕接壤的市镇（或旧市镇、城区）包括：巴伊欧福日、多马坦勒圣佩尔、索姆瓦尔、拉波特迪代尔。

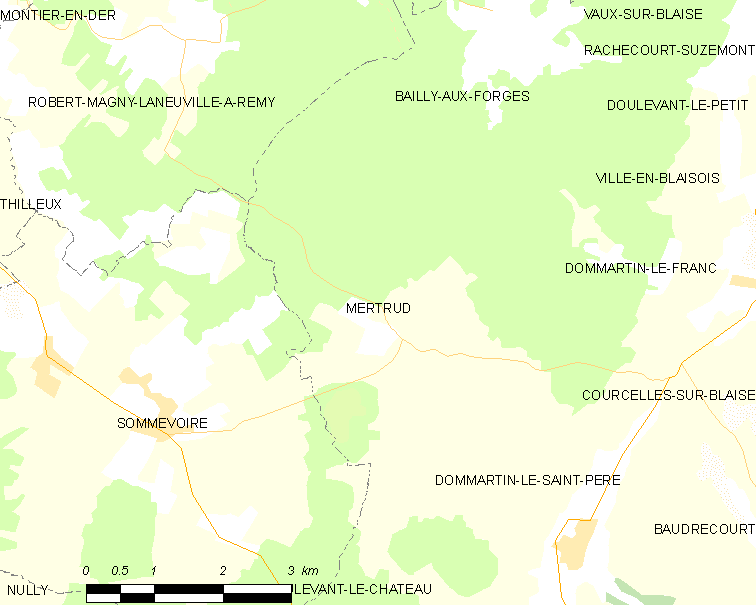
梅尔特吕的OSM定位图

梅尔特吕的时区为UTC+01:00、UTC+02:00（夏令时）。

## 行政
梅尔特吕的邮政编码为52110，INSEE市镇编码为52321。

## 政治
梅尔特吕所属的省级选区为茹安维尔县。

## 人口

1962-2008年间梅尔特吕人口变化图示

梅尔特吕于2022年1月1日时的人口数量为182人。